# Dívčice
Dívčice jsou obec v okrese České Budějovice, asi sedm kilometrů severozápadně od Zlivi a asi 9,5 km jihojihozápadně od Jaderné elektrárny Temelín. Žije zde 608 obyvatel. Katastr obce leží na území Zbudovských blat.

## Historie
První písemná zpráva o vsi pochází z roku 1358.
Po roce 1850 byly Dívčice součástí obce Zbudov, samostatnou obcí jsou od roku 1920.
V letech 1943–1945 byla připojena k Dívčicím Česká Lhota a Dubenec, po válce se tyto dvě obce osamostatnily a roku 1960 se opět staly součástí Dívčic. V roce 1964 byly připojeny Mydlovary, Novosedly a Zbudov, Mydlovary se ale roku 1990 osamostatnily.

## Přírodní poměry
Část katastrálního území Dívčice je v ptačí oblasti Českobudějovické rybníky.

## Obecní správa

### Místní části
Dnešní ves Dívčice se dělí na dvě části. Původní obec je nazývána „staré Dívčice“ či Dívčice ves a nověji postavená zástavba u železniční stanice je vedena jako ZSJ Dívčice-u nádraží. Obecní úřad se nachází v části nádraží. Obě části jsou od sebe vzdálené přibližně 1 kilometr, odděluje je rybník „Černá“.
Obec Dívčice se skládá z pěti částí, které všechny leží v katastrálním území Dívčice.
- Česká Lhota
- Dívčice
- Dubenec
- Novosedly
- Zbudov

### Starostové
- 2010-2014 Milada Pokorná
- 2014-2018 Radek Livečka
- od 2018 Miroslav Stulík

## Hospodářství

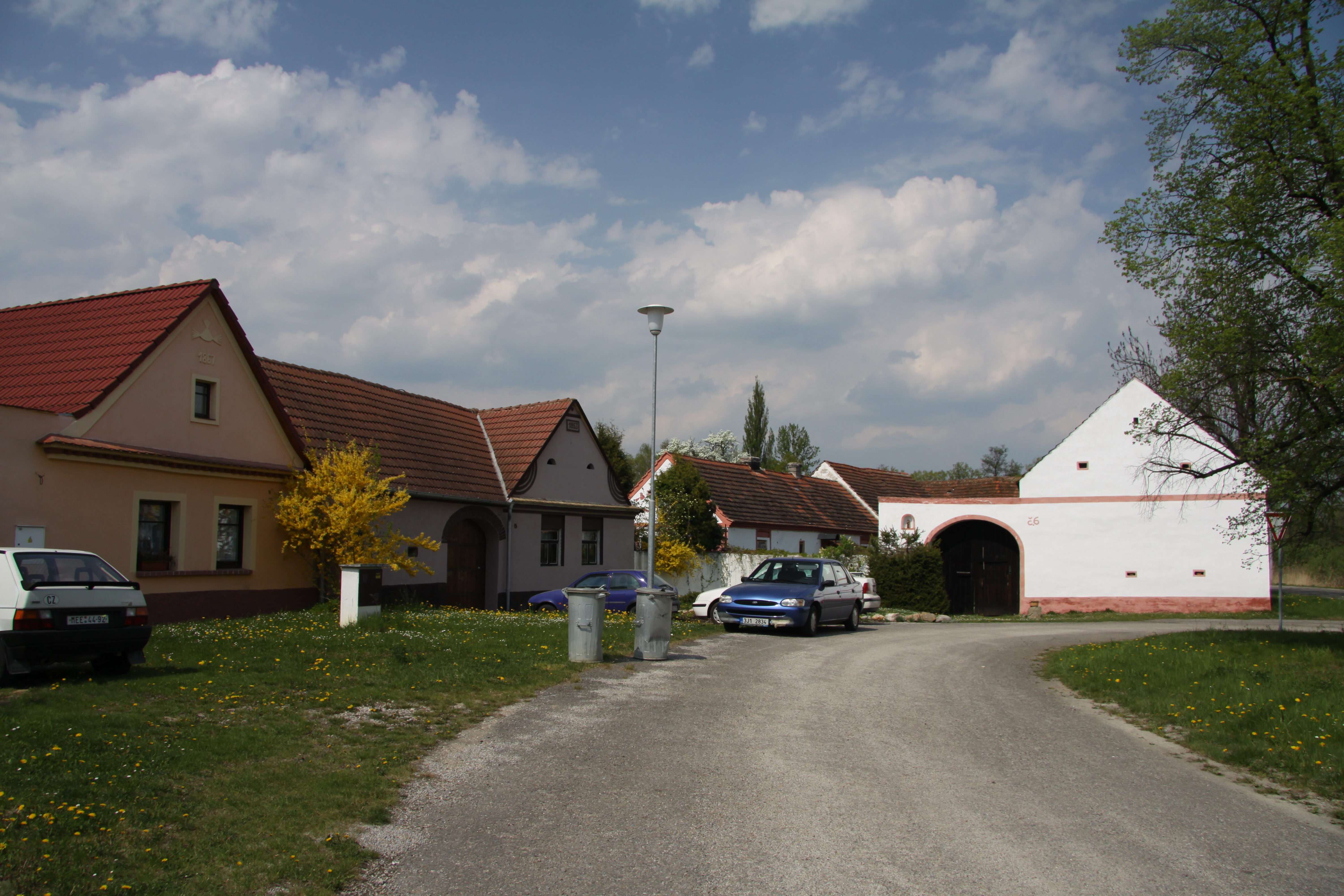
Náves

V blízkosti obce se nachází bývalá chemická zpracovna uranových rud MAPE, která patří k největším ekologickým zátěžím v České republice.
V prosinci 2008 byla v blízkosti obce zprovozněna solární elektrárna, která v době svého dokončení patřila k nejvýkonnějším ve střední a východní Evropě. Ročně má vyrábět zhruba 3 200 MWh elektřiny, výkon elektrárny činí 2,85 megawattu.

## Doprava
V obci se nachází železniční stanice Dívčice, která leží na trati Plzeň – České Budějovice. V Dívčicích z této trati odbočuje železniční trať Dívčice–Netolice, ale provoz na ní byl ukončen. V Dívčicích je také autobusová zastávka.

## Společnost
Obec vydává zpravodaj, ve kterém občany informuje o kulturních akcích. V období začátku adventu zde pravidelně probíhá lampionový průvod a slavnostní rozsvícení stromečku při společném zpěvu vánočních koled a popíjení punče (dětskou verzí je čaj). Každé léto se konají slavnosti připomínající vztyčení pomníku Jakuba Kubaty ve Zbudově.
Nejbližší koupaliště se nachází v obci Olešník.

## Pamětihodnosti
- Pomník Jakuba Kubaty ve Zbudově
- Kaple sv. Jana Nepomuckého
- Rybářská bašta